# 新媒體藝術
新媒體藝術指的是使用新媒體技術創作的作品，包含數位藝術、電腦圖形、電腦動畫、虛擬藝術、網路藝術、互動藝術、聲音藝術、電玩遊戲、機器人學、3D列印、賽博格藝術與生物藝術等。這個詞的區別產生於它所產生的文化對象和社會活動，它可以被看作是與那些源於舊的視覺藝術（即傳統繪畫、雕塑等）相對立的。 這種對媒介的關注是很多當代藝術的重要特徵，許多藝術院校與主要大學都開設了“新媒體” （New Media）或“新流派”（New Genres）科系與學院，同時國際上也出現越來越多的此種以媒材區分的研究所。
新媒體藝術往往涉及到藝術家與藝術觀察者主題間的互動。然而，正如一些理論家和策展人所指出的，這種互動、社會交流、參與和轉變的形式並不能將新媒體藝術區分開來，而是作為一個共同的基礎，在其他當代藝術實踐中具有相似之處 。這些觀點強調了與新興技術平台同時出現的文化實踐形式，並對關注技術媒體本身提出質疑。
新媒體藝術創作常以電信、大眾媒體、和數位、科技等題材作為藝術作品的觀念，實踐範圍從觀念藝術到虛擬藝術，從行為表演到裝置皆有。

## 歷史
新媒體藝術的起源可以追溯到19世紀的動態影像發明，如費納奇鏡(1833年)、活動視鏡(1877)、和埃德沃德·邁布里奇的動物實驗鏡 (1879)。 從1900年代到1960年代，從托馬斯・威爾弗雷德的 "Lumia"(1919)和 "Clavilux"光器官到尚·丁格利的自毀雕塑"向紐約致敬"(1960)，許多形式的動態與光的藝術都可以被視為新媒體藝術的鼻祖。
1958年，沃爾夫・沃斯泰爾成為第一位將電視裝置納入其作品的藝術家，他在"German View from the Black Room Cycle"作品中加入了一套裝置。這套裝置藝術是柏林畫廊收藏的一部分。
1960年代，隨著當時錄像新技術的發展，產生了白南準和沃爾夫・沃斯泰爾的新媒體藝術實驗。1963年在紐約斯莫林畫廊展出了裝置作品"6 TV Dé-coll/age"。A. Michael Noll、E.A.T、激浪派、和Happening的多媒體表演藝術。
1983年，羅伊・阿斯科特在他為弗蘭克・波普爾在巴黎現代藝術博物館的 "Electra"所做的國際性電信藝術計畫 "La Plissure du Texte"中提出了 "分散式作者(distributed authorship)"的概念。由於80年代末計算機圖形學和90年代實時技術的發展，加上網絡和互聯網的傳播，創作各種新型互動藝術的藝術家逐漸浮出檯面，例如：肯・費戈德、林恩・赫什曼・利森、大衛-羅克比、 肯・里納爾多、佩里・霍伯曼、塔瑪斯・瓦利茨基等人。又像是羅伊・阿斯科特、保羅-塞蒙、邁克爾・比耶利基的電信藝術(Telematic Art)；武克・喬西奇、喬迪的互聯網藝術；傑弗里・肖、莫里斯・貝納永、莫妮卡・弗萊施曼的虛擬藝術與沈浸式作品，以及拉斐爾・洛薩諾・海默的大型城市裝置。同時位於瑞士日內瓦的Centre pour l'Image Contemporaine(當代藝術展演中心，又稱CIC，現今由Centre d'art contemporain(CAC)承接部分展演工作)與法國巴黎龐畢度中心和德國科隆路德維希博物館也共同合作建立了新媒體藝術的第一個網路影像檔案庫。

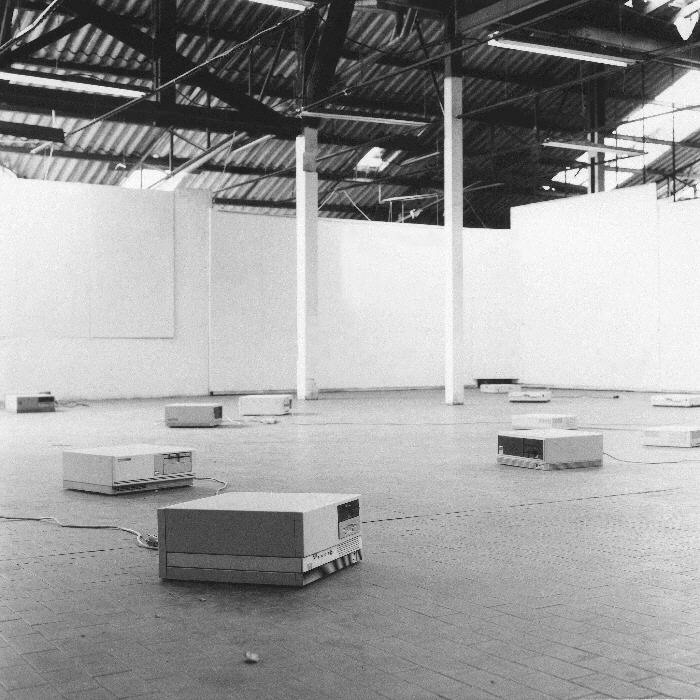
Maurizio Bolognini, Sealed Computers (Nice, France, 1992–97). 這個裝置使用電腦程式碼來創造無止盡的隨機圖像串流，然而沒有人能看見內容(圖像不斷被生成，但它們被阻止成為實體的藝術品)。

World Skin (1997), 莫里斯·貝納永虛擬實境(VR)互動裝置 (Photo Safari in the Land of War)

同時生物科技的進步也讓愛德華多・卡克等藝術家開始探索DNA和遺傳學作為一種新的藝術媒介。
圍繞互動、超文字、資料庫和網路發展起來的理論也對新媒體藝術產生了影響。這方面重要的思想家是範萬尼瓦爾·布希和泰德·尼爾森，而在豪爾赫·路易斯·波赫士、伊塔羅·卡爾維諾和胡利奧·科塔薩爾的文學作品中也可以找到類似的思想。